# Lawrence Summers
Lawrence Henry "Larry" Summers (født 30. november 1954) er en amerikansk økonom, politiker og forretningsmand. Han er professor og tidligere rektor ved Harvard University, USA's finansminister 1999-2001 under præsident Bill Clinton, tidligere cheføkonom i Verdensbanken, fremtrædende økonomisk rådgiver for præsident Barack Obama som direktør for det amerikanske National Economic Council 2009-10, rådgiver for flere større private hedgefonde og andre selskaber og en fremtrædende, men i flere kredse også kontroversiel, offentlig personlighed i USA. I 2013 blev han nævnt sammen med Janet Yellen som favorit til at overtage posten som chef for USA's centralbank Federal Reserve efter Ben Bernanke. I september trak han sig dog offentligt fra sit kandidatur, hvorefter Janet Yellen blev nomineret og bagefter udnævnt til posten.

## Baggrund
Lawrence Summers tilhører USA's måske mest berømte økonom-familie. Begge hans forældre Robert og Anita Summers var kendte økonomer og professorer ved University of Pennsylvania. Robert Summers, der døde i 2012, var blandt andet med til at udvikle det verdensberømte Penn World Tables-datasæt, der samler internationale beregninger af nationalindkomst og produktion for en række lande og købekraftsjusterer dem for at tage højde for, at omkostningerne ved varer og tjenesteydelser ikke er ens i alle lande. Lawrence Summers' farbror var Nobelprisvinderen Paul Samuelson, og hans morbror er Nobelprisvinderen Kenneth Arrow. 
Lawrence Summers blev født i New Haven i Connecticut. Familien er jødisk; faderen havde taget navneforandring til Summers fra det oprindelige Samuelson. Som 16-årig begyndte Lawrence Summers at studere ved Massachusetts Institute of Technology (MIT). Han havde oprindelig planlagt at læse fysik, men skiftede hurtigt til økonomi. Han blev ph.d.-studerende ved Harvard, hvorfra han tog sin grad i 1982. I 1982-83 var han ansat i det rådgivende organ for præsidenten,Council of Economic Advisers (under Ronald Reagan). I 1983 blev han som 28-årig en af de yngste professorer i Harvards historie.

## Forskning
Som forsker har Summers givet flere vigtige bidrag til forskellige økonomiske forskningsområder, især offentlig økonomi, arbejdsmarkedsøkonomi, finansiel økonomi og makroøkonomi. I 1993 modtog han John Bates Clark-medaljen, en udmærkelse, der på det tidspunkt blev givet hvert andet år til den amerikanske økonom under 40 år, der vurderedes at have ydet det vigtigste bidrag til økonomisk tankegang og viden.
I 2013 vakte Summers opmærksomhed ved at fremlægge en teori om, at den vestlige verden er på vej mod en periode med permanent stagnation (engelsk:secular stagnation) - et begreb, som oprindelig blev fremført af Alvin Hansen i 1930'erne og 1940'erne, men siden nærmest er gået i glemmebogen. 

## Offentlige hverv
I 1991 forlod Summers Harvard og arbejdede som cheføkonom for Verdensbanken indtil 1993. Herefter arbejdede han i præsident Clintons regering, fra 1995 som vicefinansminister under sin politiske mentor, finansminister Robert Rubin. I 1999 efterfulgte han denne som finansminister og blev på denne post i resten af Bill Clintons præsidentperiode. Her var han bl.a. medansvarlig for den deregulering af det amerikanske finansielle system, som mange har peget på som en af hovedårsagerne til den senere finanskrise.

## Rektor for Harvard
I juli 2001 blev Summers rektor for Harvard University, en post, som han beklædte indtil juni 2006. Som rektor kom han flere gange i modvind blandt studerende og ansatte og i offentligheden. I 2005 holdt han således en tale om årsagerne til, at kvinder er underrepræsenteret blandt naturvidenskabelige forskere, hvor han bl.a. udtalte, at det kunne skyldes, at kvinder var biologisk mindre disponerede for naturvidenskab på højt niveau. Frokosttalen skabte stort røre og mange negative reaktioner både på Harvard og i hele USA. Summers undskyldte senere gentagne gange. Alligevel menes affæren at have medvirket til hans tilbagetræden som rektor for Harvard året efter, og at have kostet ham stillingen som finansminister i Barack Obamas regering.